# Цеценівка
Цецені́вка — село в Україні, у Шумській міській громаді Кременецького району Тернопільської області. Розташоване на річці Вілія, на сході району. До 2020 адміністративний центр Цеценівської сільської ради. До Цеценівки приєднано хутори Рицька та Товарисько; у зв'язку з переселенням мешканців хутір Писарівка виведений із облікових даних.
Населення — 1039 осіб (2007).

## Герб
У щиті, розтятому лазуровим і золотим, поверх всього чорна підкова, всередині якої перекинута шабля із золотим руків'ям, у чорних піхвах, і лазурове перо, покладені в косий хрест, що супроводжується зверху срібним покровом із золотими хрестами і бахромою. Вищерблена база вищерблено перетята. Перша частина тричі вищерблено перетята лазуровим та срібним. У другій частині в зеленому полі три срібні квітки з лазуровими серцевиною та золотим листям, 2 і 1.

## Історія
Поблизу села виявлено археологічні пам'ятки мезоліту і ранньоскіфського періоду. У східній частині села, на високому урвистому березі — поселення з початків залізної доби, висоцької культури. Зібрано багато черепків посудини, а також маленькі посудини.
Перша письмова згадка — 1437 як Цеценівці, коли кн. Лев Свидригайло надав це поселення Михайлові Олехновичеві. На пізнішому документі, зв'язаному з Цеценівкою, є печатка з гербом волинських землян Цеценьовських. В 1545 р. під назвою Цеценівці згадується в ревізії Кремецького замку як власність землянина Борсука. В 1481 р. якийсь час Цеценівка належала до кн. Андрія Сангушки, яку він продав Янушеві Виленському, єпископові (католицькому). По смерті єпископа Цеценівка перейшла до королеви Бони. В 1563 р. Цеценівку отримав від литовського уряду московський емігрант кн. Погорський.
За люстрацією староства крем'янецького 1628—1629 рр. Цеценівка належала до крем'янецького староства. Був там тоді фільварок «на боярських волоках». В 1637 р. Цеценівка належала до вдови по кн. Януші Вишневенькому, а в 1770 — до Тереси Чосновської. Від 1780 р. переходила від одного до іншого, з котрих останнім був граф Потоцький. За переписом 1911 р. в Цеценівці було 1174 жителі, 1 крамниця, горілчана крамниця, два водяні млини. Поміщикові Микиті Мінакову належало там 1178 десятин.
Наприкінці XIX ст. в Цеценівці було 140 домів і 975 жителів, дерев'яна церква з 1778 р, церковно-приходська школа і два водяні млини. Діяли «Просвіта» та інші товариства.
1 жовтня 1933 року утворено ґміну Катербурґ Кременецького повіту і село включено до неї. 
12 червня 2020 року, відповідно до розпорядження Кабінету Міністрів України № 724-р «Про визначення адміністративних центрів та затвердження територій територіальних громад Тернопільської області» село увійшло до складу Шумської міської громади.
19 липня 2020 року, в результаті адміністративно-територіальної реформи та ліквідації Шумського району, село увійшло до складу Кременецького району.

## Населення

### Мова
Розподіл населення за рідною мовою за даними перепису 2001 року:
| Мова       | Кількість | Відсоток |
| ---------- | --------- | -------- |
| українська | 1090      | 99.63%   |
| російська  | 4         | 0.37%    |
| Усього     | 1094      | 100%     |

## Пам'ятки

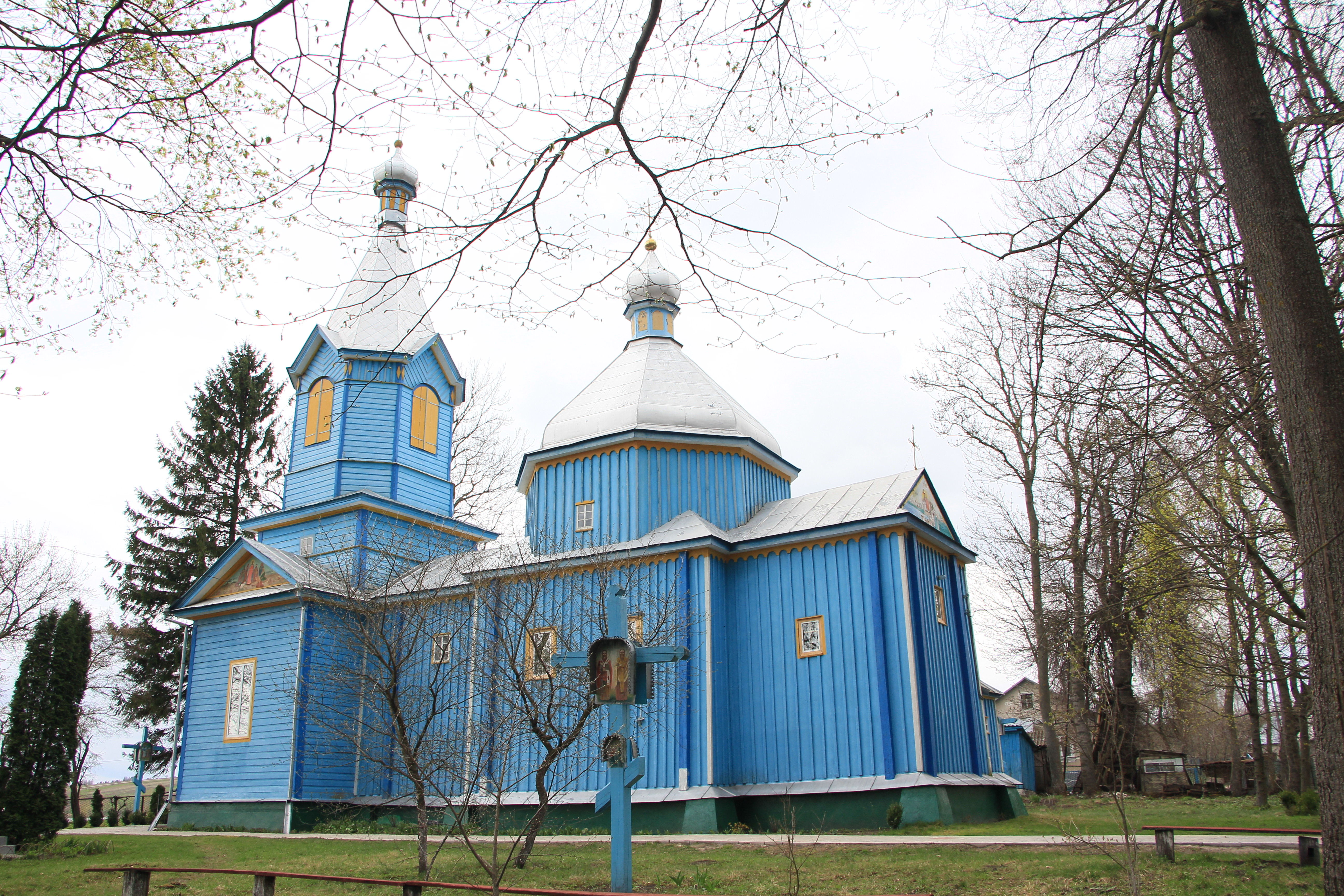
Дерев'яна церква

Пам'ятник Тарасові Шевченку

- Є Свято-Покровська церква (1778 р, дерев.).
- Споруджено пам'ятник воїнам-односельцям, полеглим у нім.-рад. війні (1967 р.).
- Загальнозоологічний заказник місцевого значення Цеценівський бобрів гай.

### Пам'ятник Тарасові Шевченку
Пам'ятка монументального мистецтва місцевого значення.
Встановлений 1988 р. Скульптор — В. Перепадя.
Погруддя — гіпс.
Погруддя — 0,9 м, постамент — 1,9 м.

## Соціальна сфера
Працюють ЗОШ 1-2 ступ., клуб, бібліотека, ФАП, відділення зв'язку, ПАП ім. Т. Шевченка, торговий заклад.

## Відомі люди

### Народилися
- Балагуда Сергій (1979 - 2022) — український військовослужбовець, старший солдат Збройних сил України, учасник російсько-української війни[8].
- Крикончук Світлана Євгенівна (* 1984) — біатлоністка, майстер спорту міжнародного класу, срібна призерка чемпіонату Європи, чемпіонка Всесвітньої Універсіади, п'ятиразова чемпіонка світу та Європи з літнього біатлону.
- Пелешок Софія Іванівна — доярка колгоспу імені Шевченка Шумського району Тернопільської області. Депутат Верховної Ради УРСР 11-го скликання.

## Галерея

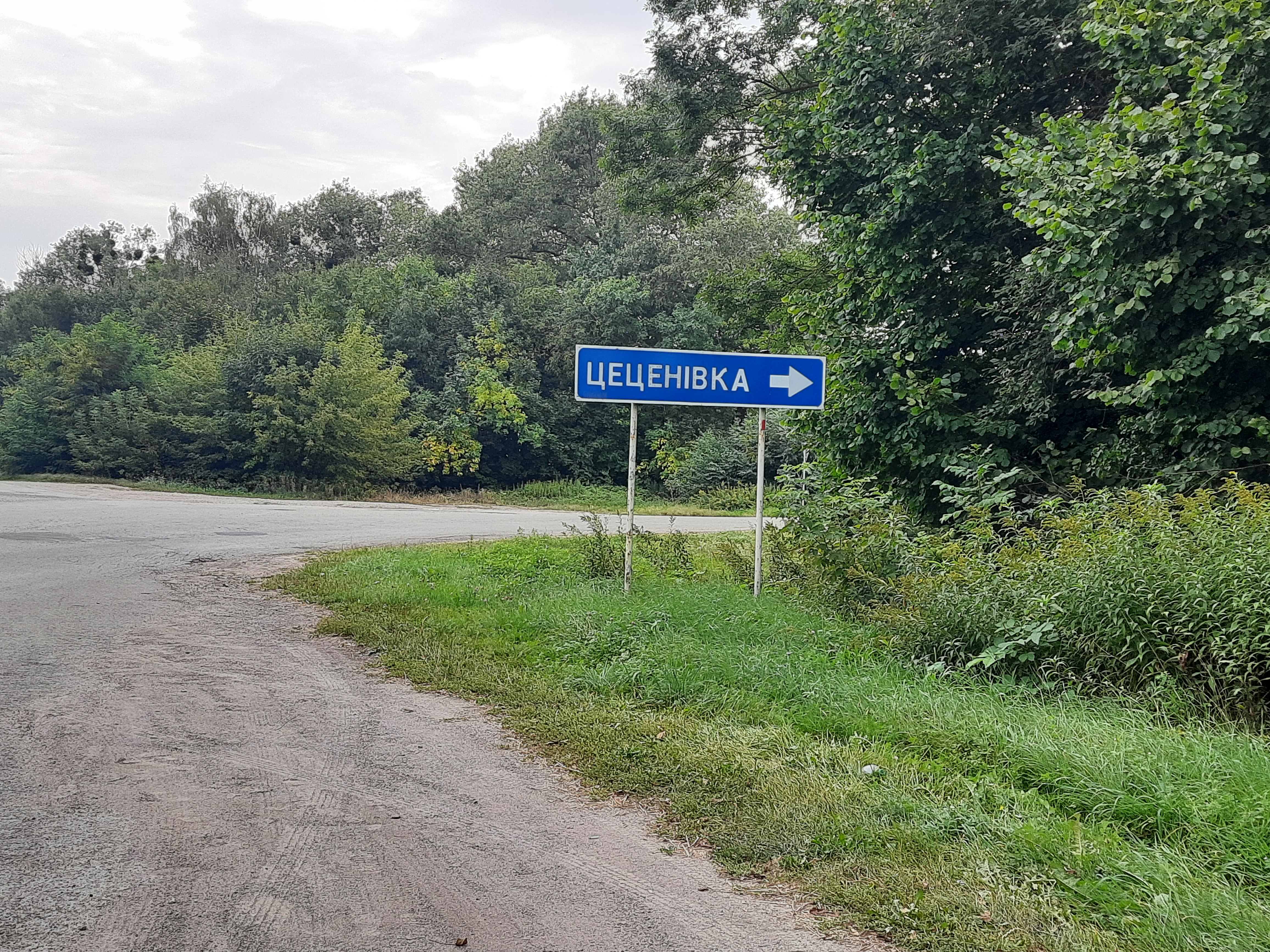
Дорожній знак при повороті на село
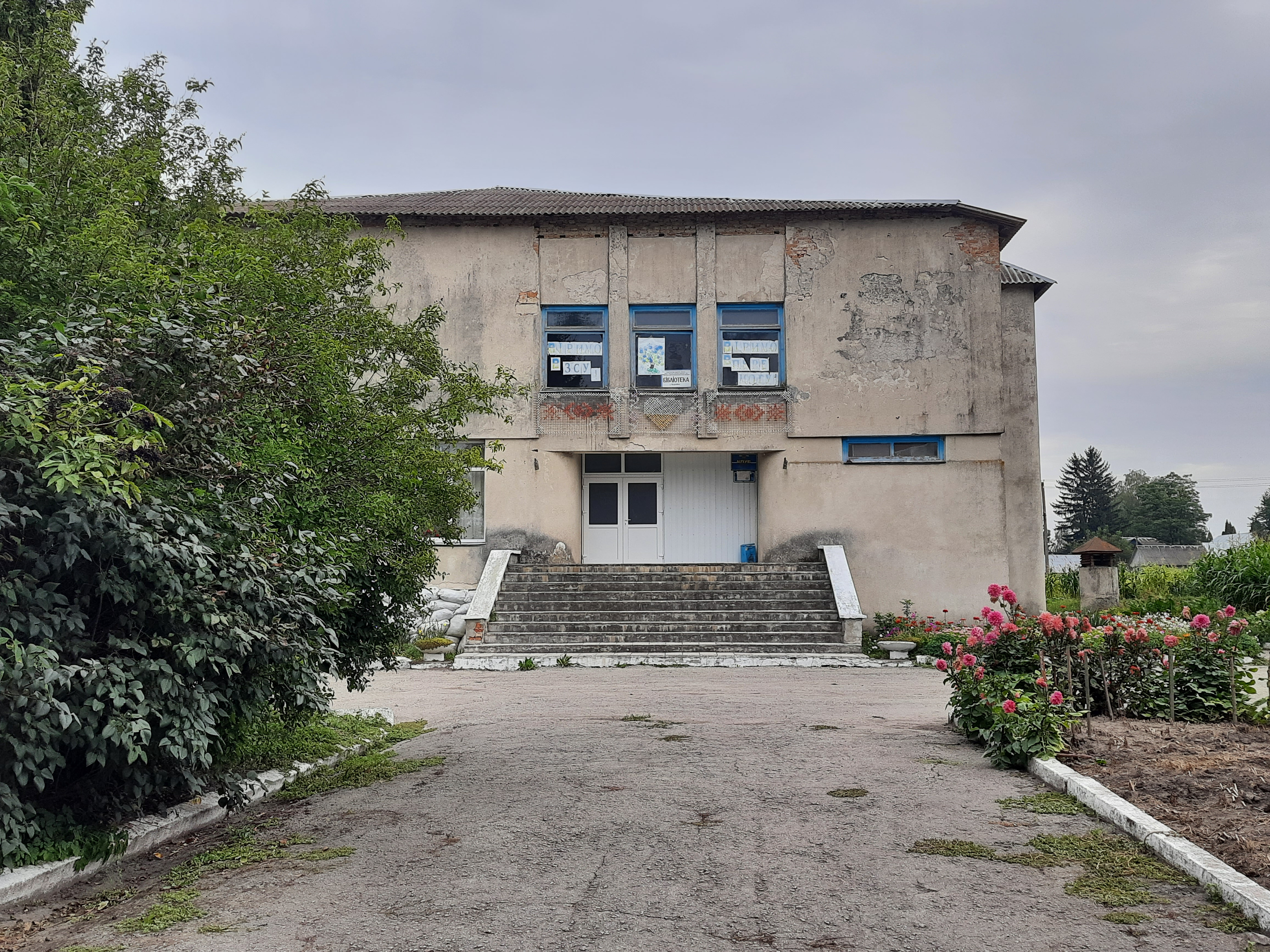
Клуб
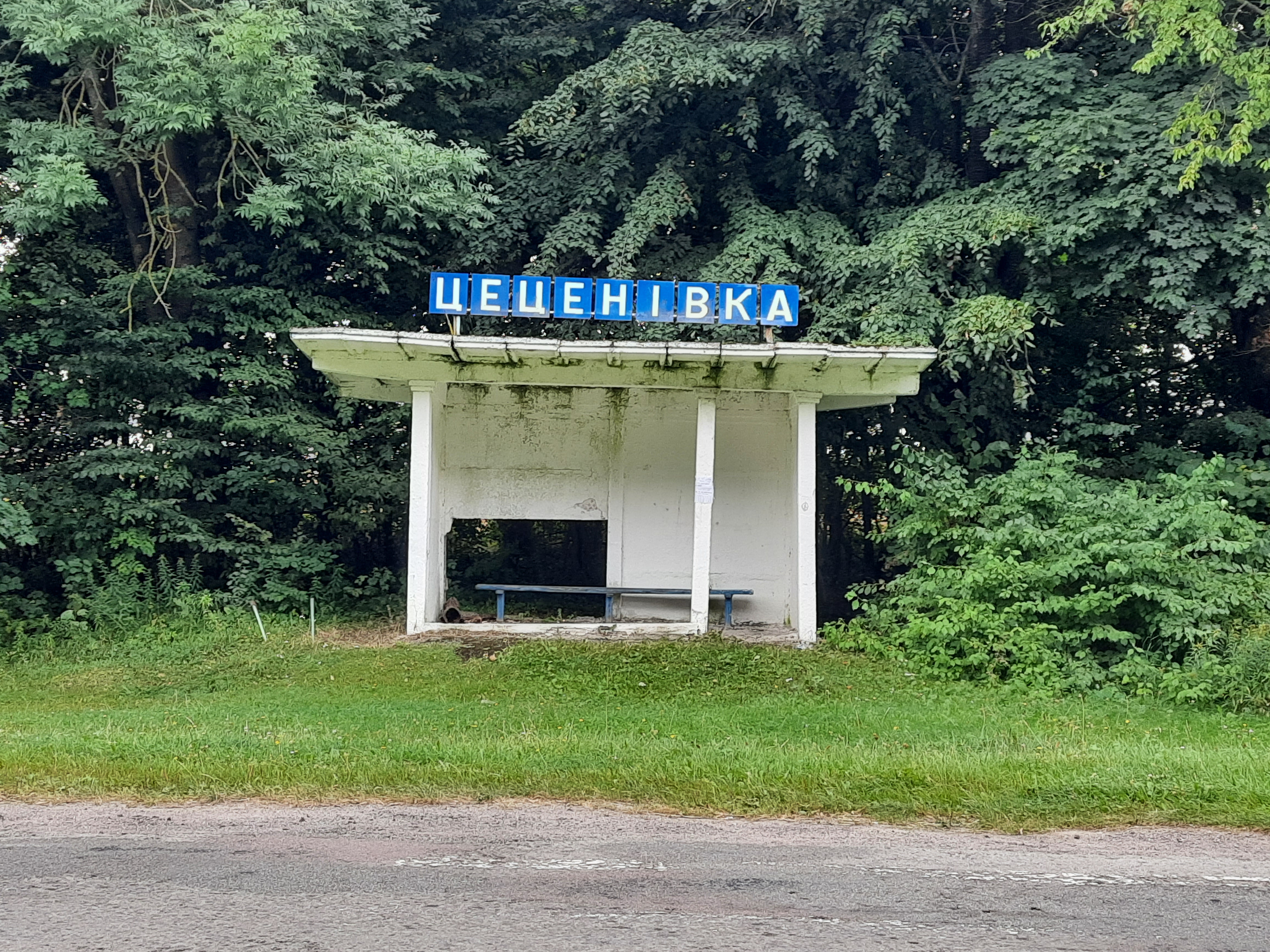
Автобусна зупинка
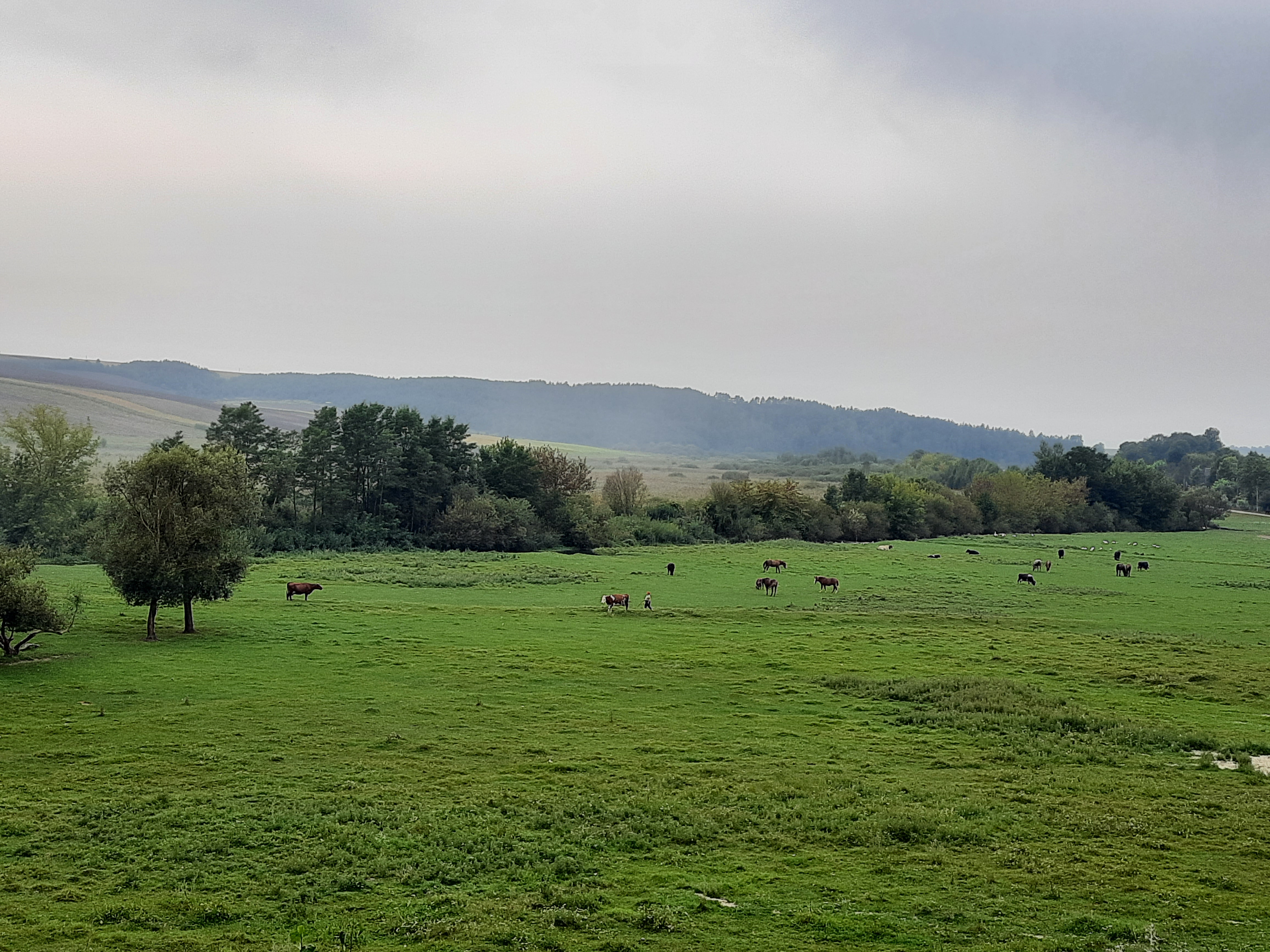
Краєвид біля села